# Trendall Crag
Der Trendall Crag ist ein 1005 m hoher und kliffähnlicher Berg an der Südostküste Südgeorgiens. Er überragt das Nordufer des Drygalski-Fjords.
Der South Georgia Survey nahm zwischen 1951 und 1957 Vermessungen vor. Das UK Antarctic Place-Names Committee benannte den Berg 1958 nach Alec Francis Trendall (1928–2013), Geologe des Survey von 1951 bis 1952 und von 1953 bis 1954.